# ماهي كل (ممثلة)
ماهي گِل (بالإنجليزية: Mahi Gill)‏ هي ممثلة هندية تعمل في صناعة السنيما في بوليوود. فازت بعدد من الجوائز . بدأت حياتها المهنية بأفلام البنجابية

## وصلا خارجية
- ماهي گِل على موقع IMDb (الإنجليزية)
- ماهي گِل على موقع أول موفي (الإنجليزية)
- ماهي گِل على موقع قاعدة بيانات الفيلم (الإنجليزية)
- Mahi Gill on Dev D